# Buškovský rybník
Buškovský rybník je rybník o rozloze vodní plochy 5,9 ha nalézající se na říčce Klenice asi 1 km jižně od centra obce Střehom, místní části města Dolní Bousov v okrese Mladá Boleslav. Pod hrází rybníka se nalézá Buškovský mlýn. Podél rybníka vede účelová komunikace spojující Střehom s Ošťovicemi.
Rybník je součástí rybniční soustavy, nalézající se mezi Střehomí a Dolním Bousovem, sestávající z  rybníků Komorník, Buškovského rybníka, rybníka Šlejferna (po jeho hrázi vede silnice I/16) a Červenského rybníka (ten je největší na celém toku) využívaných pro chov ryb.

## Galerie

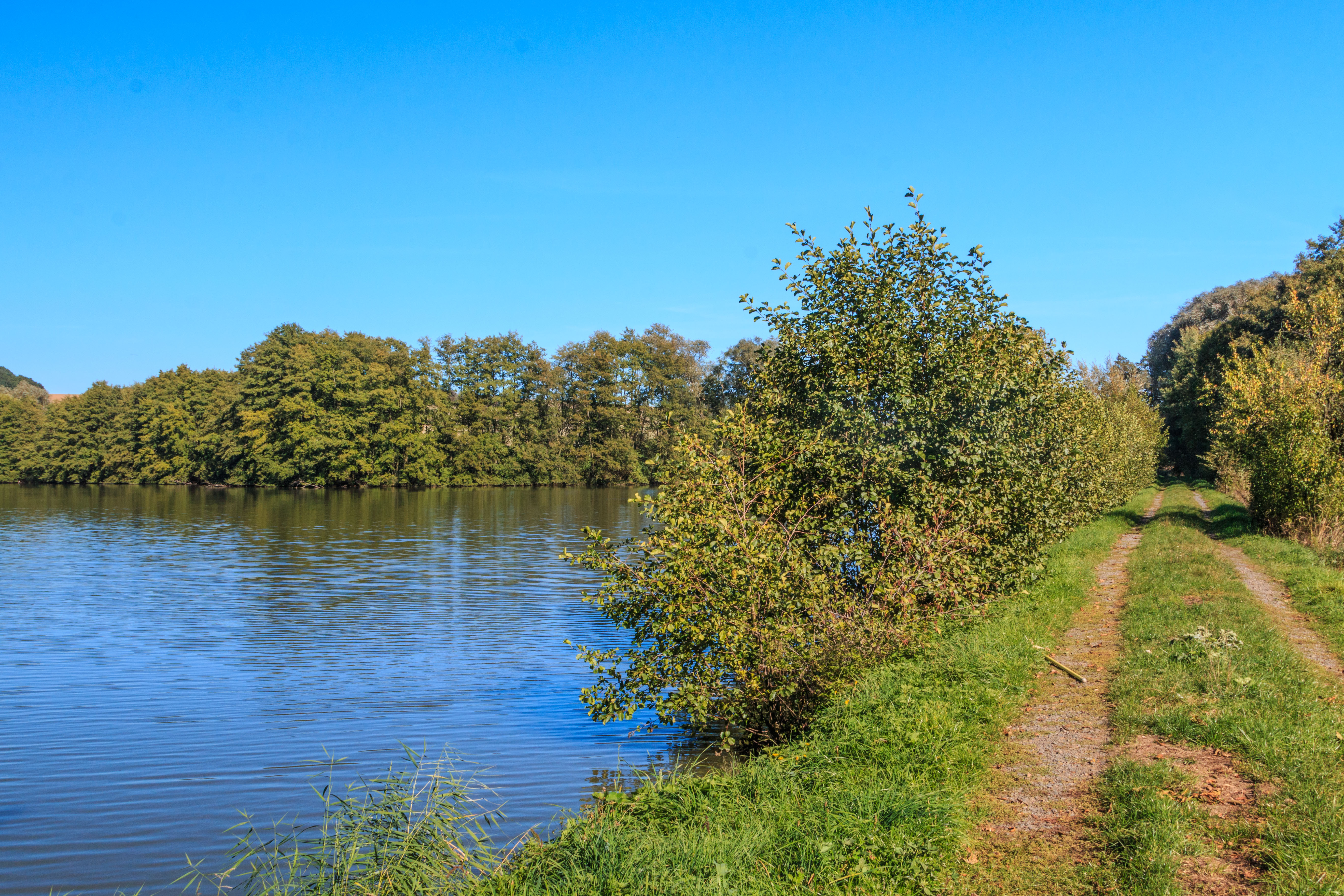
pohled na Buškovský rybník
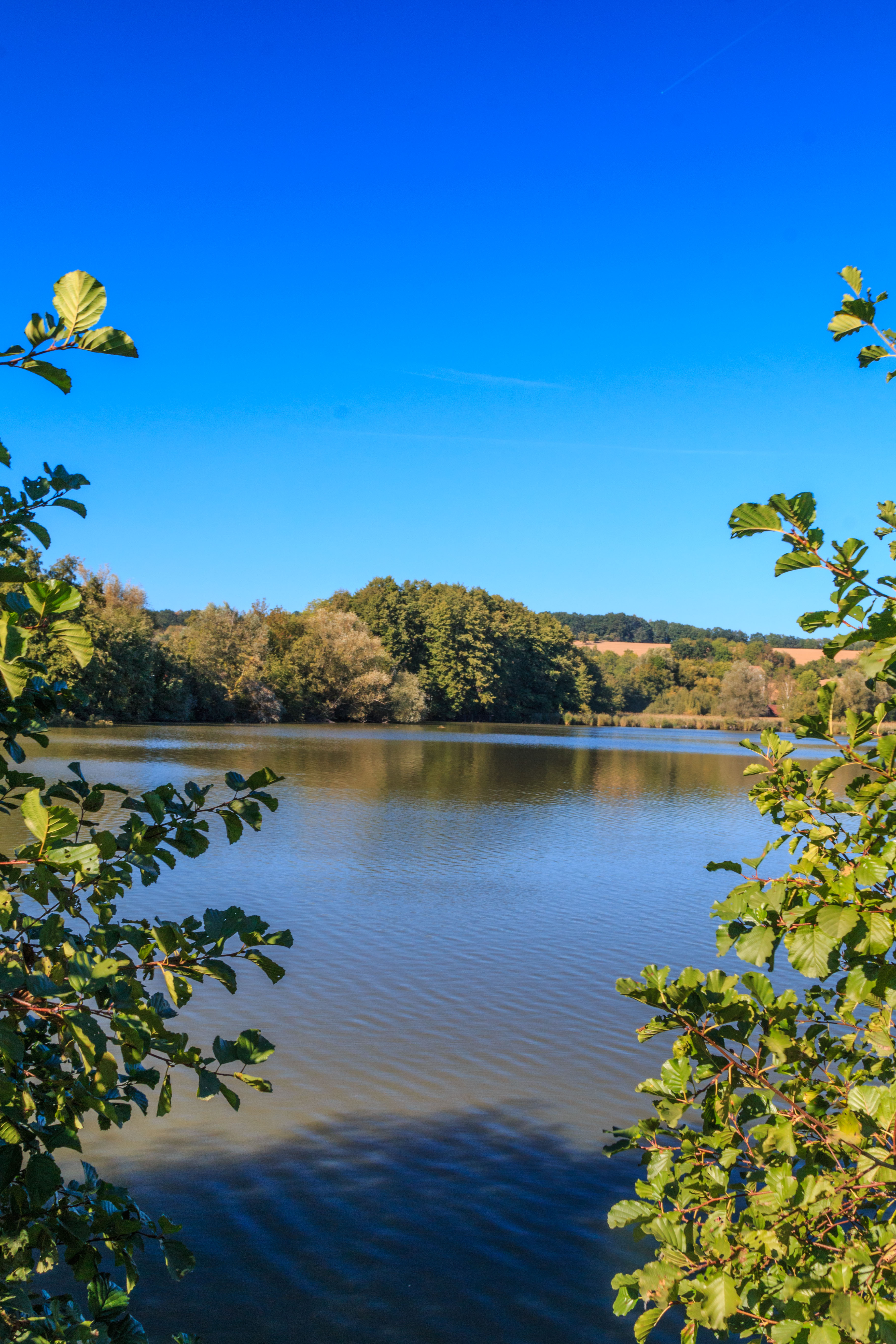
pohled na Buškovský rybník
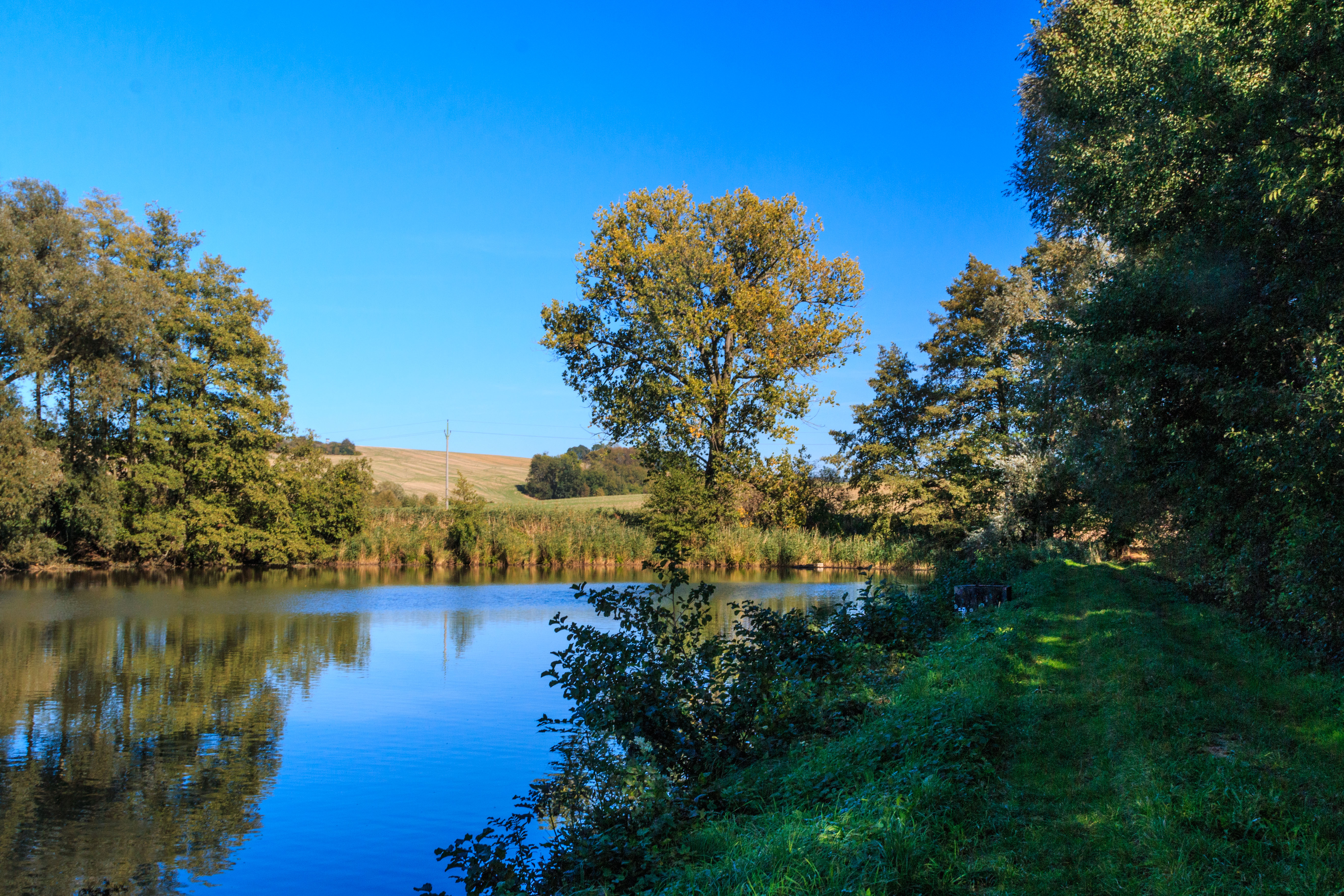
pohled na Buškovský rybník
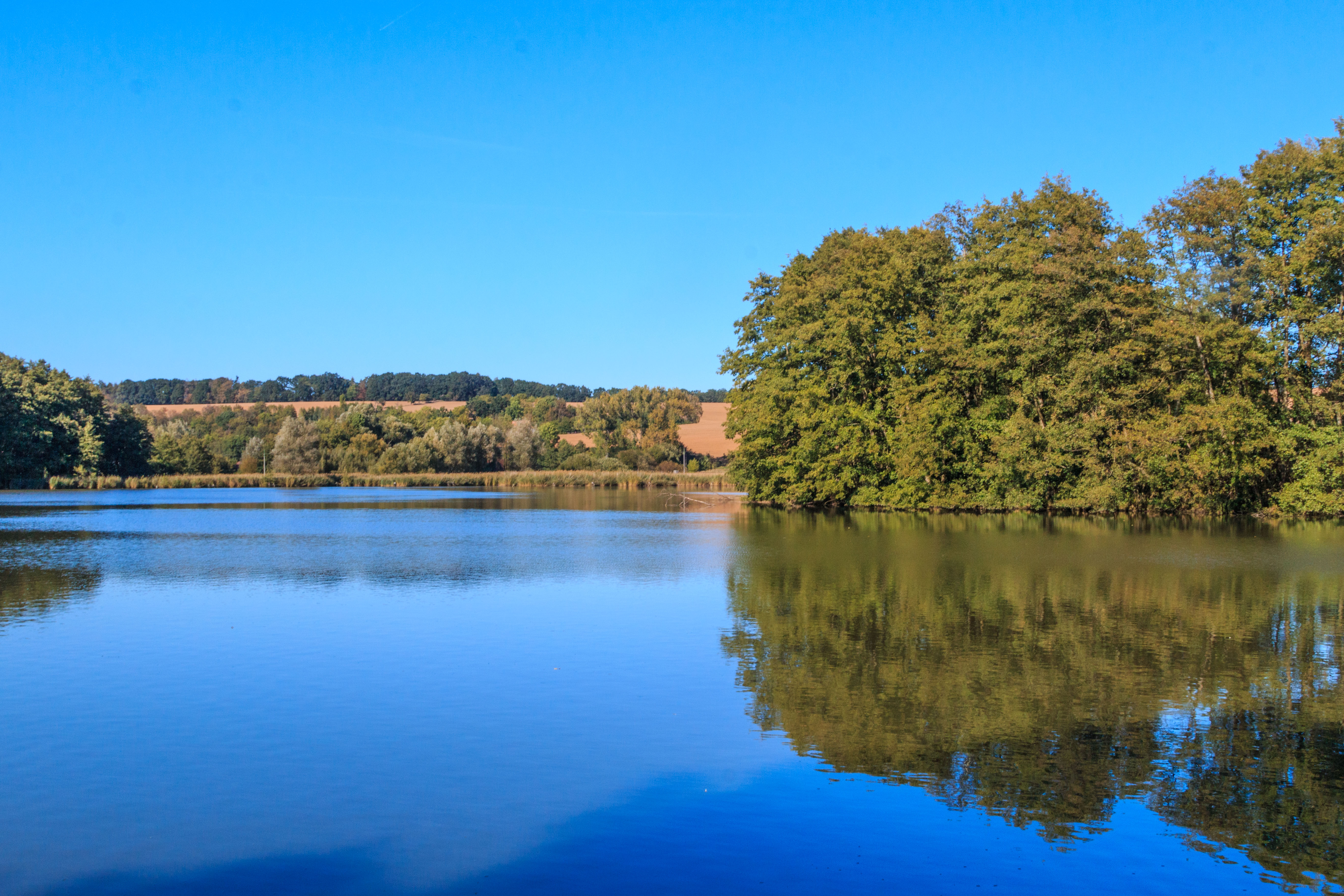
pohled na Buškovský rybník